# Willem Hendrik de Beaufort (1939)
Willem Hendrik (Imme) de Beaufort (Baarn, 14 oktober 1939) was griffier van de Tweede Kamer. 
Willem Hendrik de Beaufort is een lid van de familie De Beaufort. Hij is de zoon van assuradeur jhr. Willem Hendrik de Beaufort (1910-2005) en diens eerste echtgenote Maria Laetitia van Hamel (1909-1964), dochter van Joost Adriaan van Hamel. Jhr. mr. Willem Hendrik de Beaufort huwde in 1966 met medisch analiste Marina Elisabeth van Panthaleon barones van Eck (1942), lid van de familie Van Eck en in 1983 met conferentietolk Christa S.E.E. Schröder. Uit het eerste huwelijk heeft hij drie kinderen, onder wie de auteur Binnert de Beaufort.
De Beaufort groeide op in Baarn en bezocht de Nieuwe Baarnse School en daarna Het Baarnsch Lyceum. De Beaufort kwam na zijn rechtenstudie in dienst van de Tweede Kamer der Staten-Generaal. Daar was hij van 1970 tot 1987 plaatsvervangend griffier en directeur der Griffiediensten. Op 1 maart 1993 werd hij griffier van de Tweede Kamer der Staten-Generaal en bleef dat tot zijn pensionering op 1 november 2004. De Beaufort was in die periode de rechterhand van de Kamervoorzitters Deetman, Bukman, Van Nieuwenhoven en Weisglas. Zijn opvolger als griffier werd Jacqueline Biesheuvel-Vermeijden.
Als griffier bewaakte hij de grondwettelijke kaders en adviseerde daarover. De Beaufort was gesprekspartner van de ondernemingsraad, maar ook woordvoerder namens het bevoegd gezag van de Tweede Kamer geweest in het georganiseerd overleg met de vakbonden over de arbeidsvoorwaarden. Omdat hij vijf talen sprak vergezelde hij als topambtenaar wel politici die een bezoek brachten aan het buitenland. Bij zijn afscheid werd de lijfspreuk van De Beaufort gememoreerd: "Alleen de meerderheid die naar de minderheid luistert, heeft gelijk." 
- Parlement.com: vg09lm0799uo